# Батанє
Батанє (мак. Батање) — село у Північній Македонії, яке входить до общини Карбинці, що в Східному регіоні країни.
Громада складається з 2 осіб (перепис 2002): за національністю — 1 серб, а другий македонець. Село розкинулося в низинній місцевості (середні висоти — 299 метрів), яку македонці називають Овче поле.